# H (濱崎步單曲)
《H》是日本歌手濱崎步在2002年7月24日於日本發售的第27張單曲。這張包含了三首A面曲目的單曲獲得了當年銷售量最高單曲的殊榮，突破百萬的銷量後，另外於11月7日發行了特別慶功版。

## 說明
《H》的發行正值夏天，如同先前單曲的習慣，濱崎步會在單曲中加入符合季節元素的音樂。本作品收錄的三首曲目〈independent〉（獨立）、〈July 1st〉（七月一日）、〈HANABI〉（花火），都帶有濃厚的夏日風情。
濱崎步在本作首度未收錄任何混音歌曲，但是這張單曲仍然於2002年年度公信榜單曲部分奪下第一，並於年度結算時突破百萬，是該年度唯一突破百萬的作品，亦是她個人最後一張百萬單曲。
銷售策略方面，她再次採用了多版本。初回限定有紅、綠、藍，三種顏色的封面以及盤面，普通版本則是白色。另外突破百萬銷量的紀念版則包含了所有版本的可替換封面。
此单曲为年度冠军单曲，无独有偶，2001年宇多田光单曲《Can you keep A secret》占第一位，滨崎步的单曲《M》占据第二位，而2002年则对调，单曲差距十几万。

## 收錄歌曲
全曲作詞：濱崎步
1. independent
作曲：CREA + D・A・I／編曲：tasuku
日本電視台「THE BASEBALL 2002」形象歌曲
2. July 1st
作曲：CREA + D・A・I／編曲：tasuku
KOSÉ「VISÉE」廣告歌曲
3. HANABI
作曲：CREA + D・A・I／編曲：CMJK
TU-KA廣告歌曲
4. independent (Instrumental)
5. July 1st (Instrumental)
6. HANABI (Instrumental)